# Karl Stenström
Karl Johan Stenström (i riksdagen kallad Stenström i Härnösand), född 14 december 1869 i Lerbäck, död 21 juli 1933 i Stockholm, var en svensk landshövding och politiker (liberal), statsråd 1911–1914.
Karl Stenström, som kom från en bondefamilj, utbildade sig vid Uppsala universitet  och gjorde därefter karriär som jurist i domstolar och myndigheter. Han utsågs till hovrättsråd 1909, var konsultativt statsråd i Karl Staaffs andra ministär 1911–1914 och var landshövding i Västernorrlands län 1918–1931, en post han lämnade efter Ådalenhändelserna.
Stenström var riksdagsledamot i första kammaren för Kalmar läns södra valkrets från lagtima riksdagen 1918 till lagtima riksdagen 1919. I riksdagen, där han tillhörde Liberala samlingspartiet, var han ordförande i 1918 års tillfälliga utskott.
Han var far till diplomaten Jan Stenström.